# Milt Kahl
Pour les articles homonymes, voir Kahl.
Milton « Milt » Erwin Kahl est un dessinateur et animateur américain, né le 22 mars 1909 et mort le 19 avril 1987. Il était membre de la légendaire équipe des Neuf Sages de Disney (Nine Old Men) des studios Disney.

## Biographie
Milt Kahl a été engagé aux studios Disney en 1934 et en dehors de quelques courts métrages de Mickey Mouse, il a essentiellement travaillé sur le long métrage Blanche-Neige et les Sept Nains en gérant l'animation du Prince et des animaux de la forêt.
Il serait l'un des animateurs les « plus doués des Studios Disney ».En effet, surnommé le « Michelangelo de l'animation », Kahl se démarquait de ses congénères par un style d'animation qui lui était propre, et des personnages qu'il a souvent conçu, d'après les croquis de Bill Peet, et les arts conceptuel de Ken Anderson, en s'inspirant du style angulaire de Ronald Searle ou du cubisme de Picasso. Le résultat était spectaculaire, ce à quoi, il se servit de cette technique pour les longs métrages d'animation allant de Pinocchio à Bernard et Bianca, sur des personnages iconiques sur lesquels il supervisait l'animation, notamment les humains comme La Marraine fée, le Grand Duc, Le Roi et le Prince de Cendrillon, Alice durant la partie de Croquet, Peter Pan et les enfants Darling, Prince Philippe et son père le Roi Hubert dans la Belle au Bois Dormant, Anita et Roger dans les 101 Dalmatiens, la majorité des humains de Merlin l'Enchanteur qu'il a conçu avec Bill Peet, Monsieur Hautecourt, Adélaïde et Edgar des Aristochats, ainsi que Madame Médusa et Monsieur Snoops des Aventures de Bernard et Bianca. Il appliquait aussi sur les animaux, qu'il ait des caractéristiques réalistes, comme Bambi, Le Clochard, Pongo et Perdita, les animaux du Livre de la Jungle, notamment Shere Khan le Tigre, ou bien des caractéristiques anthropomorphes, tels que Frère Lapin et Frère Renard dans Mélodie du Sud, les personnages de Robin des Bois comme le shérif de Nottigham ou Petit Jean, et Tigrou des aventures de Winnie l'Ourson. 
Durant la production de Bambi (1942), Walt Disney lui confie la tâche de développer avec Frank Thomas une méthode pour faciliter l'animation des personnages qui est basée sur des feuilles de style décomposant le mouvement sur une dizaine de secondes. 
Vers le début des années 1970, il commence à encadrer de nouvelles recrues pour leur enseigner l'art de l'animation. Parmi ses disciples, deux seront ses protégés : Brad Bird et Andreas Deja. Bird qualifiait son mentor comme étant assez exigeant et rude sur la manière d'être un bon animateur, mais Kahl savait comment faire des recommandations à son élève pour améliorer l'animation de son personnage, et d'être « à la hauteur ». Il entretenait une bonne relation amicale avec un autre artiste qui était Richard Williams. Dans le livre de ce dernier,  Techniques d'animation: Pour le dessin animé, l'animation 3D et le jeu vidéo (en), il fait plusieurs fois référence à Kahl, avec qui il s'était lié d'amitié durant ses premières années dans l'industrie de l'animation.
De 1968 à 1978, Milt Kahl a été le quatrième époux de Phyllis Zane Bounds, nièce de Lillian Disney (née Bounds), elle-même épouse de Walt Disney.
Il se retira du studio en 1976 avant de décéder quelques années plus tard le 19 avril 1987 d'une pneumonie.

## Filmographie
- 1935 : Mickey pompier
- 1936 : Elmer l'éléphant
- 1936 : Le Cirque de Mickey : Mickey Mouse
- 1937 : Blanche-Neige et les Sept Nains : Le Prince, les animaux, la séquence de danse des nains avec Blanche Neige
- 1937 : Les Revenants solitaires
- 1938 : Symphonie d'une cour de ferme
- 1938 : Ferdinand le taureau
- 1939 : Le Vilain Petit Canard
- 1940 : Pinocchio  : Pinocchio, Geppetto
- 1942 : Bambi : Bambi et Panpan
- 1942 : Saludos Amigos : La séquence de Donald chevauchant le lama
- 1943 : Education for Death
- 1943 : The Winged Scourge : Les sept nains
- 1943 : Petit Poulet
- 1944 : Les Trois Caballeros séquence Le Pingouin à sang froid
- 1945 : La Chasse au tigre : Le Tigre
- 1945 : Imagination débordante
- 1945 : La Castagne
- 1946 : La Boîte à musique séquence Les Martins et les Blaises (Grace Martin et Henry Coy)
- 1946 : Mélodie du Sud : Frère lapin, Frère Renard et Frère Ours
- 1947 : Coquin de printemps : Bongo, Lumpjaw
- 1948 : Mélodie Cocktail séquences Pecos Bill (Slue-Foot Sue) et Johnny Pépin-de-Pomme (Johnny et son Ange Gardien)
- 1948 : Danny, le petit mouton noir
- 1949 : Le Crapaud et le Maître d'école : Monsieur Rat et Monsieur Taupe, McBlaireau et Brom Bones
- 1950 : Cendrillon  : La Marraine-Fée, le Roi, le Grand Duc, le Prince
- 1950 : The Brave Engineer
- 1951 : Alice au Pays des Merveilles : Alice pendant la partie de croquet
- 1953 : Peter Pan : Peter Pan, Wendy, Jean et Michel
- 1955 : Lake Titicaca
- 1955 : La Belle et le Clochard : Clochard, César
- 1959 : La Belle au bois dormant : Le Prince Philippe, Roi Hubert, Samson le cheval
- 1961 : Les 101 Dalmatiens : Anita et Roger Radcliffe, Pongo et Perdita
- 1963 : Merlin l'Enchanteur : Merlin, Madame Mim (les scènes avec Arthur), Sir Hector, Kay, Sir Bart
- 1964 : Mary Poppins
- 1967 : Le Livre de la Jungle : Le Roi Louie, Kaa, Shere Khan, Mowgli
- 1968 : Winnie l'Ourson dans le vent : Tigrou
- 1970 : Les Aristochats : Georges Hautecour, Adélaïde de Bonfamille, Edgar, Thomas O'Malley et ses chat de gouttières
- 1971 : L'Apprentie sorcière : Roi Léonidas, L'ours pêcheur
- 1973 : Robin des Bois : Robin des Bois, Petit Jean, Le Shérif de Nottingham, Adam-de-la-Halle
- 1974 : Winnie l'Ourson et le Tigre fou : Tigrou
- 1977 : Les Aventures de Winnie l'Ourson : Tigrou
- 1977 : Les Aventures de Bernard et Bianca : Madame Médusa,  Snoops

## Récompenses et nominations
En 1989, il est nommé Disney Legend aux côtés des autres Nine Old Men.